# 川田古墳群

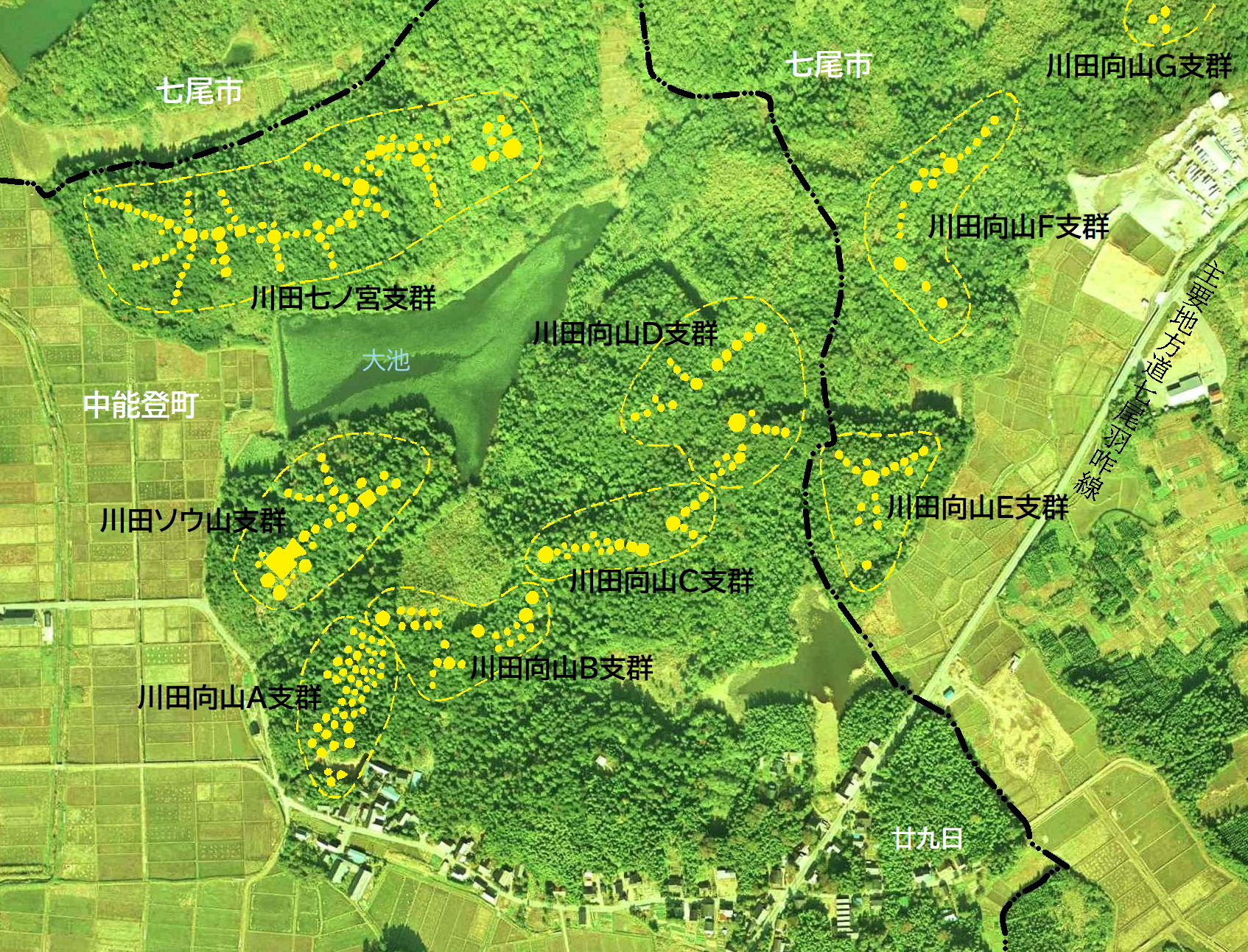
川田古墳群全体図（空中写真に重ね合せ）。
1975年。

川田古墳群（かわだこふんぐん）は、能登半島中央部、石川県鹿島郡中能登町（旧鳥屋町）から七尾市にまたがる古墳の集まりをいう。前方後方墳である川田ソウ山1号墳と群集墳からなる。
川田ソウ山1号墳（前方後方墳）を含むソウ山支群、七ノ宮支群、川田向山A～G支群の9支群に分かれる。
- 川田ソウ山支群：23基。1998年に精査、墳丘状隆起を含む[2]
- 川田七ノ宮支群：61基。1997年に精査、墳丘状隆起を含む[2]
- 川田向山A～G群：約170基[3]

## 構成内容

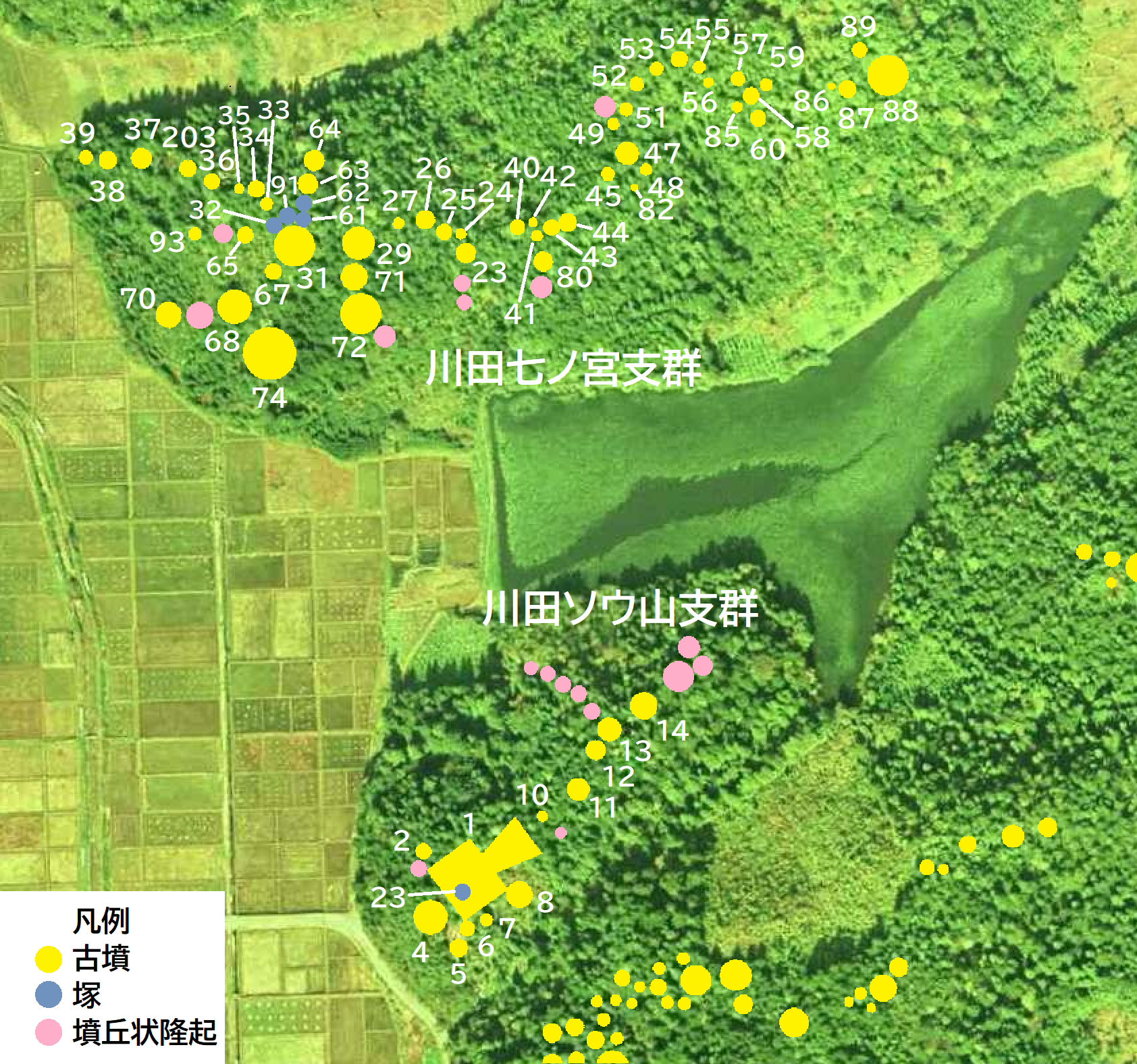
ソウ山支群・七ノ宮支群分布図（空中写真に重ね合せ）。
1975年。

1990年代に分布が精査された、川田ソウ山支群・川田七ノ宮支群について構成内容を記す。ただし墳丘状隆起は除く。
- 前方後方墳1基
- 円墳60基
- 塚5基
- 墳丘状隆起18基

### 川田ソウ山支群
| 名称   | 墳形       | 径（辺）(m) | 高さ(m)  | 備考                   |
| ------ | ---------- | ----------- | -------- | ---------------------- |
| 1号墳  | 前方後方墳 |             |          | 規模は本文参照         |
| 2号墳  | 円墳       | 9.0         | 0.3～1.8 |                        |
| 4号墳  | 円墳       | 23×21       | 3.5～4.8 | 周溝                   |
| 5号墳  | 円墳       | 15          | 0.4～1.1 | 須恵器採集、頂上削平   |
| 6号墳  | 円墳       | 9.0         | 0.8～1.5 | 須恵器出土、南西側削平 |
| 7号墳  | 円墳       | 5.5         | 0.2～0.5 | 周溝                   |
| 8号墳  | 円墳       | 13.5        | 1.2～2.5 | 須恵器出土、周溝       |
| 10号墳 | 円墳       | 6.0         | 0.5      | 尾根切断               |
| 11号墳 | 円墳       | 12          | 0.3～1.3 | 尾根切断               |
| 12号墳 | 円墳       | 11          | 0.7～0.9 | 尾根切断               |
| 13号墳 | 円墳       | 12.5        | 0.6～1.0 | 尾根切断               |
| 14号墳 | 円墳       | 14.5        | 0.8～1.0 | 尾根切断               |
| 23号塚 | 塚         | 6.5         | 0.4      | 周溝全周               |

### 川田七ノ宮支群
| 名称    | 墳形 | 径（辺）(m) | 高さ(m)  | 備考                   |
| ------- | ---- | ----------- | -------- | ---------------------- |
| 23号墳  | 円墳 | 11.8        | 0.4～1.4 | 周溝                   |
| 24号墳  | 円墳 | 6.4         | 0.6～1.0 |                        |
| 25号墳  | 円墳 | 9.0         | 1.0      |                        |
| 26号墳  | 円墳 | 10.5        | 0.6～1.0 | 周溝                   |
| 27号墳  | 円墳 | 7.0         | 0.4～0.6 | 残丘か                 |
| 29号墳  | 円墳 | 15×18       | 1.7～2.5 | 尾根切断               |
| 31号墳  | 円墳 | 22          | 1.3～3.0 | 尾根切断               |
| 32号塚  | 塚   | 7.0         | 0.5～1.4 | 周溝底より土師器       |
| 33号墳  | 円墳 | 8.0         | 0.3～1.6 | 尾根切断               |
| 34号墳  | 円墳 | 10          | 0.1～3.2 | 尾根切断               |
| 35号墳  | 円墳 | 6.0         | 0.1～1.2 | 尾根切断               |
| 36号墳  | 円墳 | 9.0         | 0.0～0.8 | 自然地形か             |
| 37号墳  | 円墳 | 12          | 0.2～1.6 | 自然地形か             |
| 38号墳  | 円墳 | 10.5        | 0.2～2.6 | 周溝                   |
| 39号墳  | 円墳 | 8.6         | 0.6～1.8 | 周溝                   |
| 40号墳  | 円墳 | 8.5         | 0.5～0.8 |                        |
| 41号墳  | 円墳 | 7.0         | 0.2～1.5 | 周溝                   |
| 42号墳  | 円墳 | 6.0         | 0.4～0.6 | 周溝                   |
| 44号墳  | 円墳 | 10          | 0.3～0.8 |                        |
| 45号墳  | 円墳 | 8.0         | 0.6～1.0 |                        |
| 47号墳  | 円墳 | 13          | 1.8      | 周溝                   |
| 48号墳  | 円墳 | 7.0         | 0.2～0.8 | 周溝                   |
| 49号墳  | 円墳 | 7.5         | 0.6～0.8 |                        |
| 51号墳  | 円墳 | 8.0         | 0.4～1.4 | 周溝                   |
| 52号墳  | 円墳 | 9.0         | 0.8      |                        |
| 53号墳  | 円墳 | 8.0         | 0.2～0.6 |                        |
| 54号墳  | 円墳 | 11          | 0.4～0.7 |                        |
| 55号墳  | 円墳 | 6.5         | 0.5～0.6 |                        |
| 56号墳  | 円墳 | 5.0         | 0.0～0.4 | 塚の可能性             |
| 57号墳  | 円墳 | 8.0         | 0.4      |                        |
| 58号墳  | 円墳 | 9.5         | 0.2～0.8 | 周溝                   |
| 59号墳  | 円墳 | 8.0         | 0.2～0.8 | 周溝                   |
| 60号墳  | 円墳 | 9.0         | 0.2～1.2 | 周溝                   |
| 61号塚  | 塚   | 6.5         | 0.1～1.0 | 周溝                   |
| 62号塚  | 塚   | 7.5         | 0.2～2.2 | 尾根切断               |
| 63号墳  | 円墳 | 11.5        | 0.1～2.8 | 尾根切断               |
| 64号墳  | 円墳 | 12          | 3.2      | 尾根切断               |
| 65号墳  | 円墳 | 10          | 0.5～2.6 | 尾根切断               |
| 67号墳  | 円墳 | 10          | 1.8      | 墳丘状隆起か           |
| 68号墳  | 円墳 | 18          | 0.2～3.0 | 尾根切断、変形         |
| 70号墳  | 円墳 | 14          | 0.4～3.0 | 尾根切断、墳丘状隆起か |
| 71号墳  | 円墳 | 15          | 0.0～3.4 | 尾根切断               |
| 72号墳  | 円墳 | 21.5        | 0.6～4.4 | 尾根切断               |
| 74号墳  | 円墳 | 27×28       | 2.2～6.8 | 尾根切断               |
| 80号墳  | 円墳 | 11          | 1.6      |                        |
| 82号墳  | 円墳 | 4.5         | 0.0～0.7 | 塚の可能性             |
| 85号墳  | 円墳 | 6.5         | 0.0～0.6 |                        |
| 86号墳  | 円墳 | 5.0         | 0.2～0.3 | 塚の可能性             |
| 87号墳  | 円墳 | 10          | 1.0～1.2 | 周溝                   |
| 88号墳  | 円墳 | 22.4        | 1.6～2.4 | 周溝                   |
| 89号墳  | 円墳 | 8.5         | 0.4～0.8 | 周溝                   |
| 91号塚  | 塚   | 8.0         | 0.2～1.0 |                        |
| 203号墳 | 円墳 | 10          | 0.1～0.8 | 自然地形か             |

## 主な古墳

### 川田ソウ山1号墳

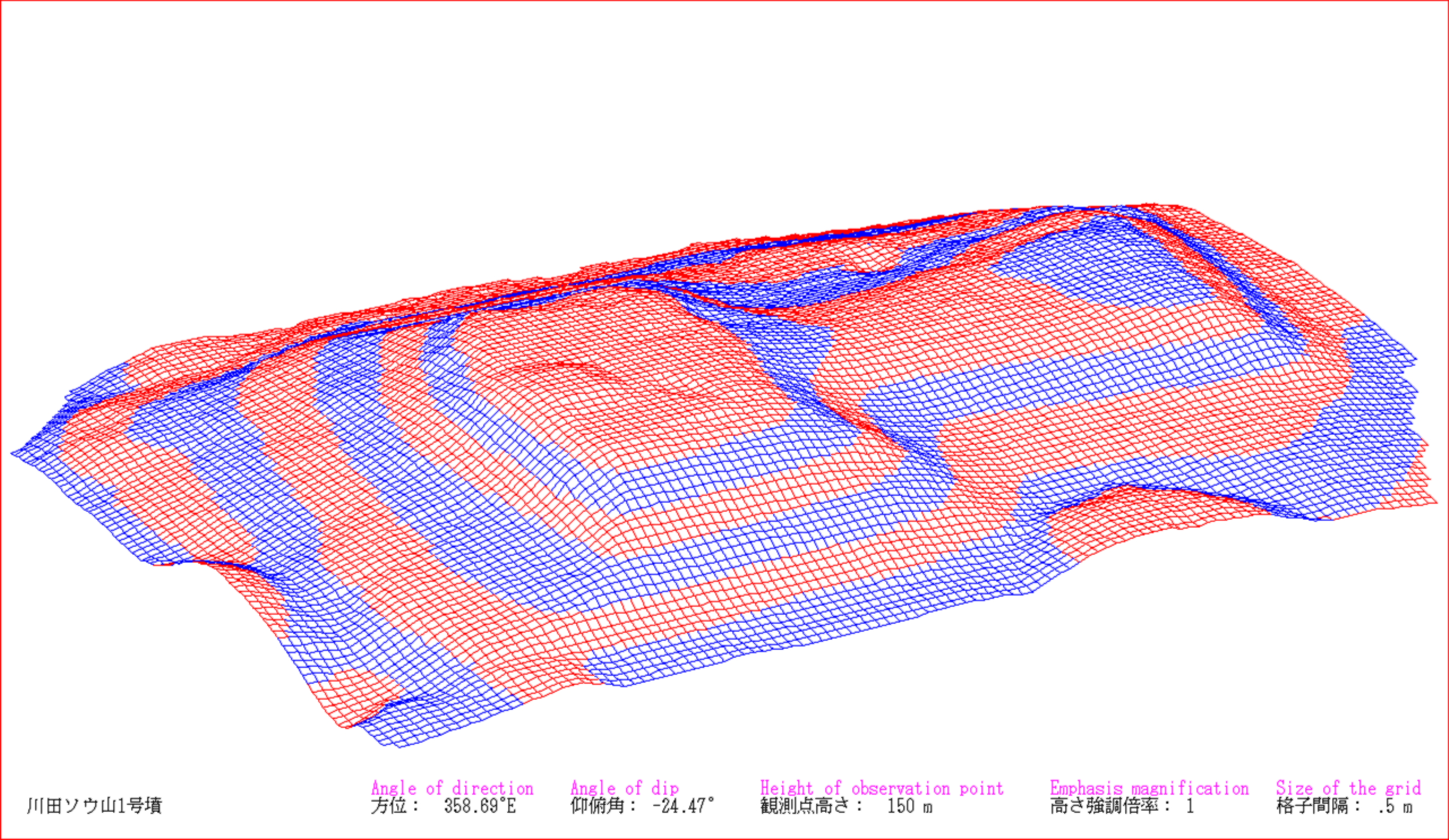
3DCGで描画した川田ソウ山1号墳

1999年・2000年に範囲確認のためのトレンチ発掘を実施。

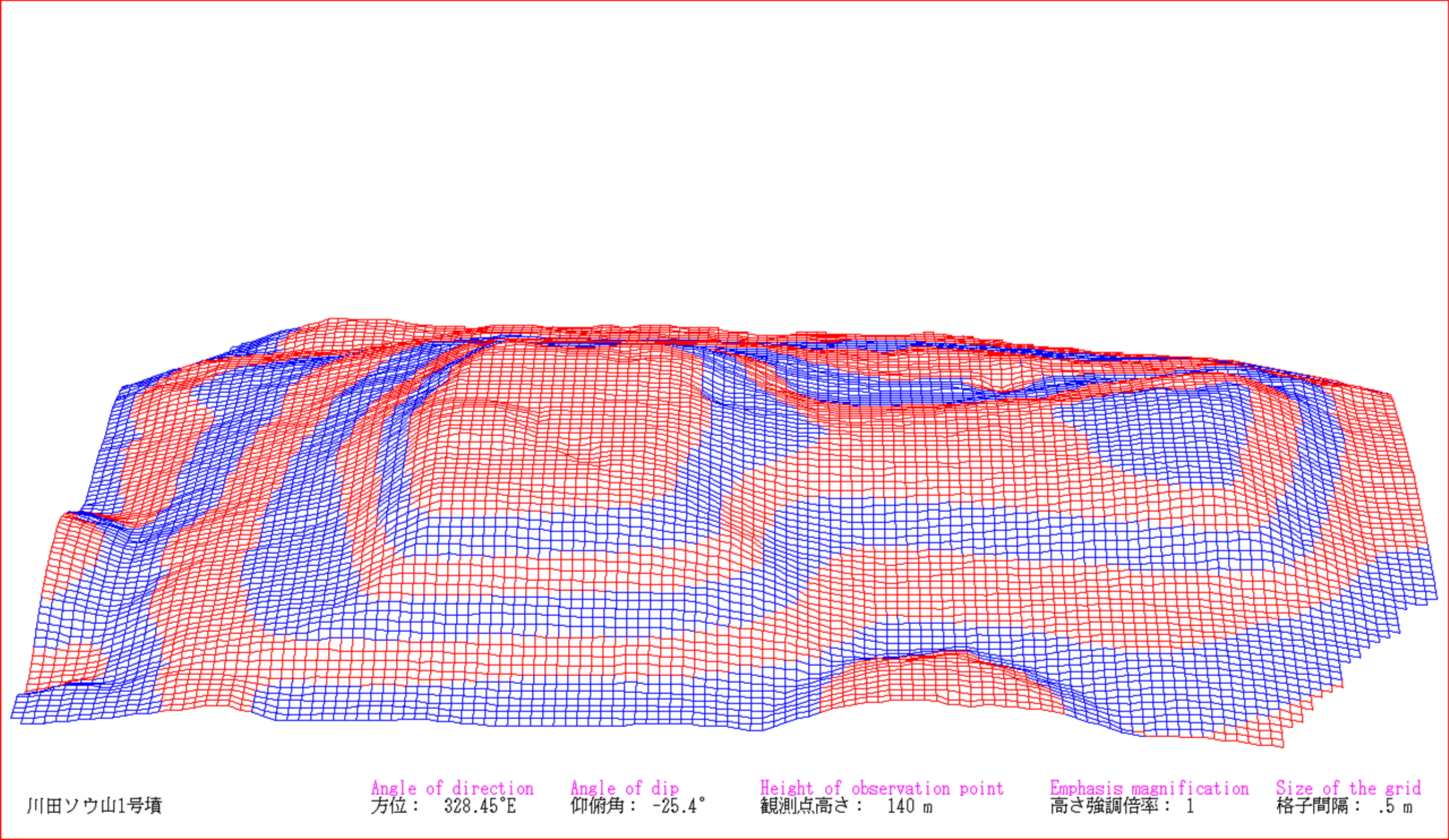
3DCGで描画。南東方向から見る
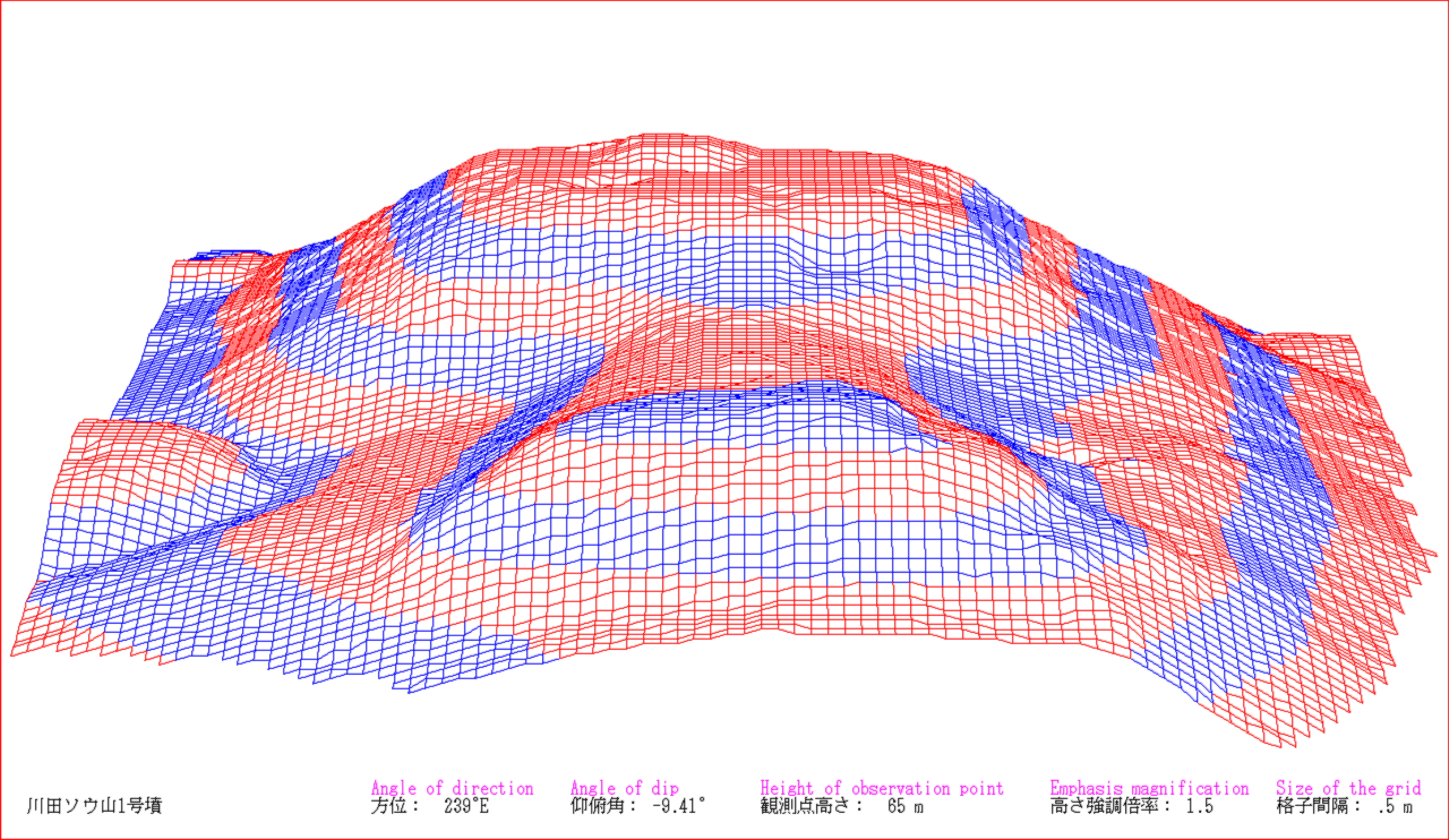
3DCGで描画。前方部正面から見る
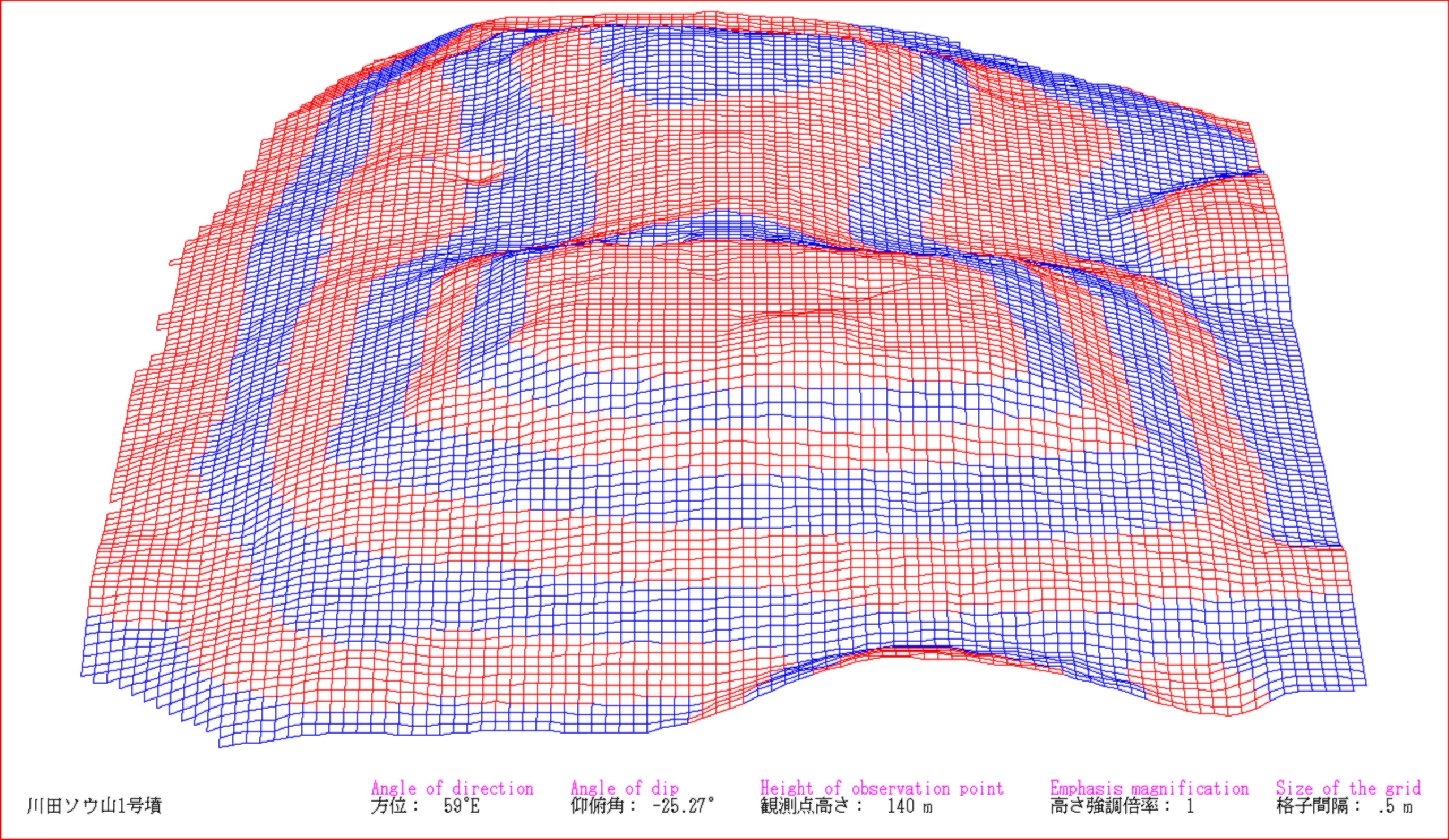
3DCGで描画。後方部から見る
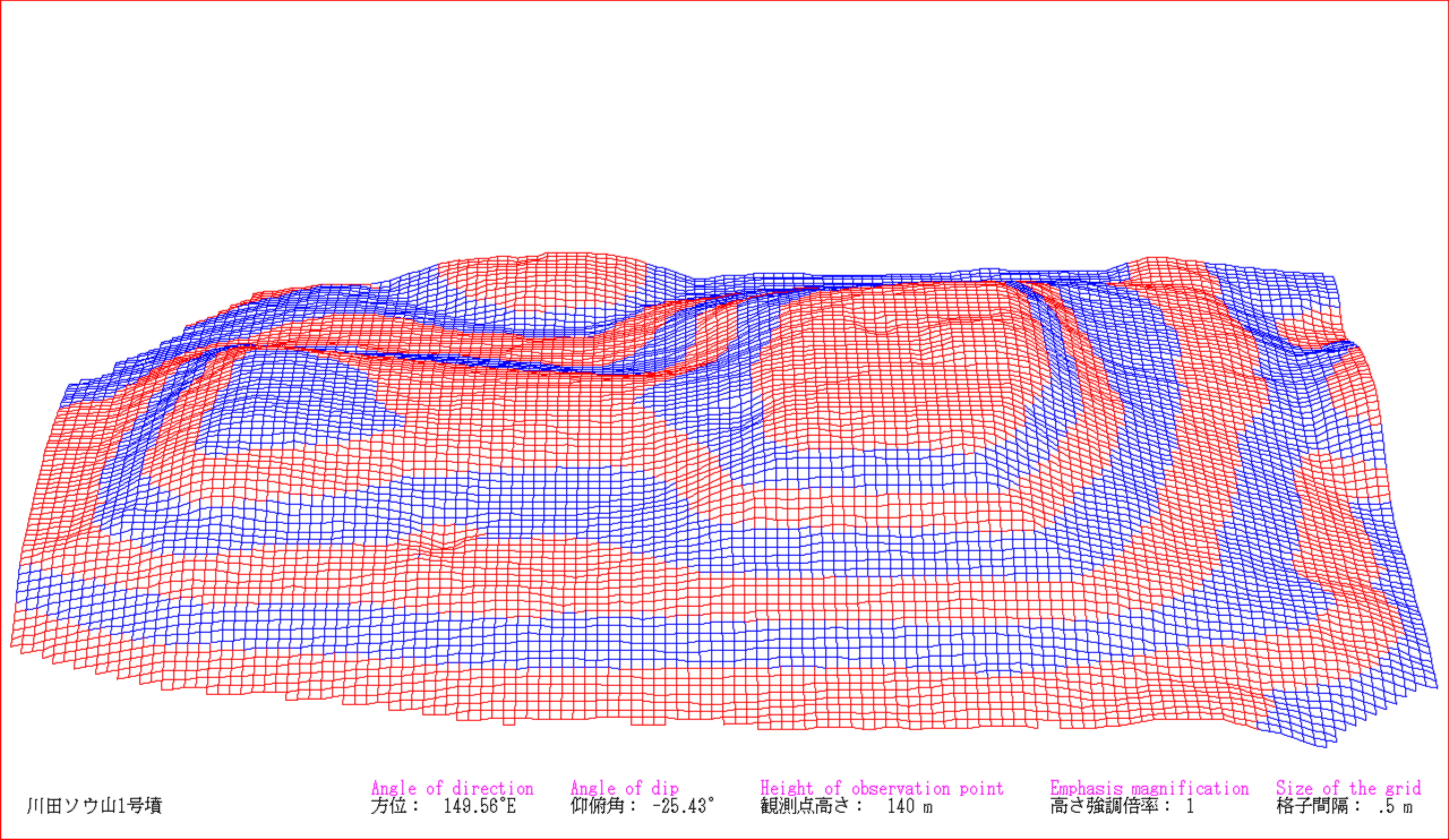
3DCGで描画。北西方向から見る
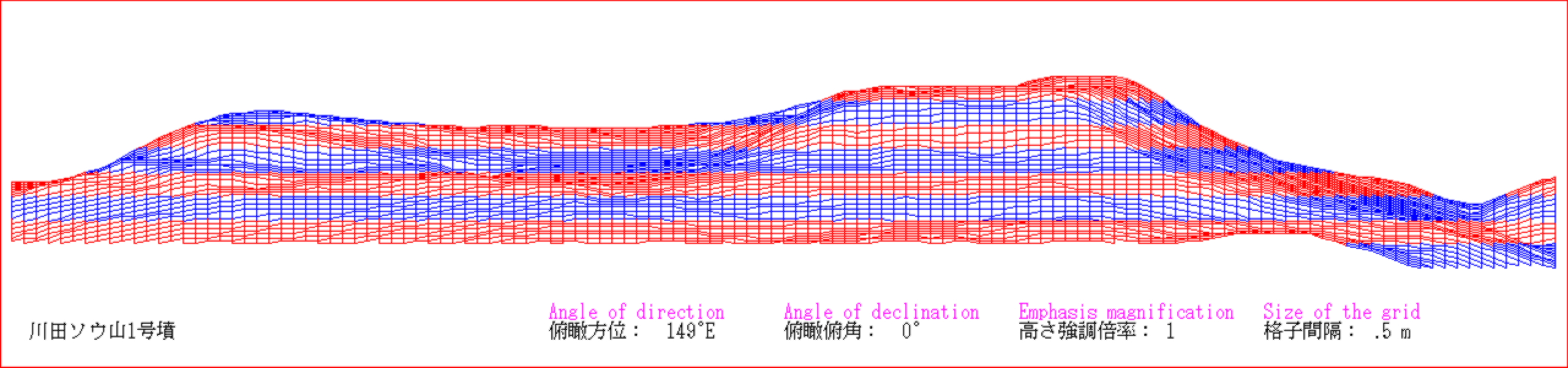
3DCGで描画。真横から見る

#### 墳丘
川田ソウ山1号墳は白山神社裏の長さ140mの丘陵尾根の南西端に位置し、後方部を平野に面して築造されている。後方部の標高は約40m、丘陵裾からの比高は約25mを測る。土砂採集により後方部後方の墳丘が失われている。
自然地形を巧みに利用しており、前方部前端は丘陵鞍部を切断したもので、墳丘南側に前方部から後方部にかけてテラス状の平坦面が形成されており、本来後方部後方まで続いていたと推定される。一方、後方部北側は自然の丘陵斜面に移行しており、前方部北側と後方部の間に直角三角形状の平坦面を認めるに過ぎない。
墳丘はやや歪みが認められ、前方部前端は主軸に直交せず北角が突出している。また後方部は正方形ではなく、主軸方向が短く、後辺部にやや広い台形状をなす。後方部墳頂は平坦面が広い。前方部は先端が若干隆起する。2段築成をなし、後方部では上段が盛土、下段は地山削り出しで墳丘を整えている。前方部前端にも墳丘傾斜の違いから段が想定できる。上段が全体として鋭角的である。
墳端に周溝を検出できなかった。埴輪・葺石は認められない。
上記発掘調査の成果による墳丘規模は以下の通り。全長55.0m、後方部長30.5m、後方部中央幅36.1m、高さ南裾より5.0m、くびれ部幅13.1m、前方部前端幅25.0m、前方部前端高さ3.3m。

#### 出土遺物
後方部南側の各トレンチで流土中等から須恵器片若干が出土したが周囲の古墳に伴うものと判断される。くびれ部南側トレンチ床面から土師器片が出土。小片なので時期判別は難しい。

#### 築造年代
本墳を最初に学術的に報告した1977年刊行の『鳥屋・高階古墳群分布調査報告』では、本墳を5世紀代としていた。ソウ山5号墳から6世紀前半の須恵器が出土し、1号墳に対する2～10号墳の整然とした配置からそれらの古墳と1号墳の間に密接な関係が予想されたからである。
1978年刊行の『雨の宮古墳群の調査』でも5世紀代としている。
発掘調査を経て2001年に刊行された『石川県鳥屋町川田古墳群』では、能登近辺の前方後方墳・前方後円墳との比較検討、段築を有することなどから、4世紀中頃から第3四半期（雨の宮1号墳とほぼ同時期）に比定している。

### 川田ソウ山2号墳
1号墳北西角からやや降ったところに築造された円墳。1号墳裾下の斜面をやや削って周溝がめぐっている。出土遺物なく時期不明。

### 川田ソウ山4号墳
1号墳後方部後方に接して西斜面に築造された中規模円墳。墳形は卵形をなし、同墳周溝は1号墳後方のテラスをかなり損ねているとみられ、墳端に接する部分で直線的となっている。出土遺物なく時期不明。

### 川田ソウ山5号墳
川田ソウ山6号墳の南西に位置する。墓地造営のため頂上が削平されているが径約15mの円墳と考えられる。削平された面よりはそう頸部片、甕頸部片など4点の土器片が採集されている。MT15型式（6世紀前半）に属するものと推定。

### 川田ソウ山6号墳
2000年にトレンチ調査を実施。1号墳南西角を切って周溝を半周させた円墳。周溝幅は墳丘北で狭く、東側で広がる。墳丘東側の周溝は1号墳裾を0.5m掘り込んでいる。墳丘は1号墳裾に0.7m盛土を施すものであった。周溝底より須恵器甕片が見つかり、TK47型式（5世紀第4四半期）の特徴を持ち、出土状態からみて本墳にともなうものであろう。
他に周溝中に浮いた状態で出土したTK208型式（5世紀第3四半期）と考えられる土器片があり、その流出元としてソウ山7号墳が候補と考えられる。

### 川田ソウ山7号墳
1号墳後方部テラス上に築造された小形低墳丘の円墳。墳頂の大木が倒れて墳丘が損なわれている。

### 川田ソウ山8号墳
2000年にトレンチ調査を実施。1号墳後方部南東角を切って南斜面に築造された円墳。北半分に周溝が半周している。発掘の結果、周溝底から坏等の須恵器8片が出土、MT85ないしTK43型式（6世紀後半）と推定される。本古墳は古墳群中で確認された中で最も新しい時期に属する。

### 川田ソウ山23号塚
1999年にトレンチ調査を実施。1号墳後方部墳頂にあり。発掘調査の結果、不整形な楕円形の土壙が検出。中央に大小15個の礫石が出土。墓と推定されるが性格はよくわからない。築造年代は不明。

### 川田七ノ宮31号墳
1998年にトレンチ調査を実施。丘陵西端の尾根頂上に位置する。円墳であるが方丘をなす30号墳と接していることから合わせて前方後円墳となる可能性があり、発掘調査を実施。結果は30号墳との間に尾根に直交して溝が掘られており、31号墳は円墳、30号墳は残丘であることが判った。他の部分に周溝はなく、西から北にかけてテラス状の平坦面が形成されている。墳頂部は広いがやや削平されているようである。
古墳に伴う溝の下から弥生時代後期と思われる幅0.6mの溝が検出。

### 川田七ノ宮32号塚
1998年にトレンチ調査を実施。31号墳墳裾北西に接する。発掘調査の結果、本塚をめぐる周溝が確認され、溝底に土師器碗が出土。裏は糸切底となっており10～11世紀以降に下るものと考えられる。古墳と比べて頂上が丸く饅頭状をなす。付近にある91号、61号、62号も同じ形態をなしているので塚と判断した。

### 川田七ノ宮47号墳・48号墳
2000年にトレンチ調査を実施。丘陵尾根のほぼ中央に47・48号墳がある。47号墳は成層的な円墳であるが、48号墳は低墳丘をなしている。後者が塚であるか否かを探るため、両墳間にトレンチ発掘を実施、48号墳墳頂から須恵器甕片が出土。TK208型式（5世紀第3四半期）と考えられ、48号墳も円墳と判断された。

### 川田七ノ宮74号墳
1996・1997年にトレンチ調査を実施。丘陵西端斜面の南側支脈尾根に位置する中規模円墳。背後の尾根を断ち切って造営。発掘調査の結果、墳丘の北半部を地山整形、南半部に盛土を施していることが判った。また南北方向に幅3.8m、長さ9m、深さ0.6m以上のやや不整形な墓壙とみられる落ち込みが検出。遺物等は出土していない。

### 川田七ノ宮93号墳？
1995年にトレンチ調査を実施。トレンチから完形の須恵器高坏1点が出土。地形は墳丘状隆起であり、上から転落してきた遺物とも考えられるが、便宜上93号墳とする。長脚一段透かしの無蓋高坏で、MT15型式（6世紀前半）の特徴を有する。

### 川田向山A支群
丘陵最西端部に位置する。なだらかに広がる尾根上とその緩傾斜面に墳裾を接するように密集して分布する。墳丘のすべては径5～10m前後、高さ1m前後の小規模低墳丘のもので、外面的な観察で確認されたものは50基。丘陵裾で造墓されたもの３基が切通面に墳丘断面を露呈しているが、石室・石棺などの使用は認められない。
1990年代に鳥屋町教育委員会により分布が再調査されている。

### 川田向山B支群
25基を確認。比較的規模の大きい円墳（径15m前後、高さ2m前後）を中心に尾根筋状に列状に分布する傾向。7～10基を単位に3小支群にまとまりをみせる。
1990年代に鳥屋町教育委員会により分布が再調査されている。

### 川田向山C支群
20基を確認。B支群と同様の分布傾向を示し、2～3小支群に分割可能。
1990年代に鳥屋町教育委員会により分布が再調査されている。

### 川田向山D支群
27基を確認。尾根高所に位置する比較的規模の大きい円墳（径約20m、高さ約3m）を中心にヒトデ状に分岐する支尾根に径5～10m級の円墳が4～7基を1単位としてまとまりをみせる。分布状況からみて5小支群に分けられる。
1990年代に鳥屋町教育委員会により分布が再調査されている。

### 川田向山E支群
D支群が立地する尾根とは鞍部を挟んで東に舌状に拡がる丘陵尾根上に分布する。17基を確認。最高所に立地する位置する比較的規模の大きい円墳（径約18m、高さ2.5m）を中心に3方向に分岐する尾根筋状に列状に分布、4～6基を1単位に3～4小支群よりなるものとみられる。

### 川田向山F支群
D支群と丘陵鞍部を挟んで約100m隔てている。18基を確認。B・C支群と同様の分布状況を呈し、およそ3～4の小支群に分かれそうである。

### 川田向山G支群
尾根筋からやや降った丘陵斜面で3基を確認。小規模な墳径に比較して高い墳丘を持ち、内部主体は横穴式石室である可能性もある。同一丘陵北端部の中腹に白馬横穴群が存在しており、本支群との関連が注目される。
白馬ナブラ山古墳群ともいう。1号墳は径13.5mの円墳で木棺直葬、須恵器（甕+提瓶）と土師器（把手付椀・長頸壺）が出土し、6世紀末の年代とされている。

## 川田古墳群を取り巻く歴史的環境
能登周辺の前方後方墳で、段築は柳田布尾山古墳、雨の宮1号墳、川田ソウ山1号墳に認められる。川田ソウ山1号墳は段築・墳裾平坦面・上段くびれ部の特徴からみて雨の宮1号墳に近い墳丘型式ということができ、築造年代も前後するものと推定される。
川田ソウ山1号墳造営の前段階において、能登半島では大規模古墳を主墳とする小田中古墳群や雨の宮古墳群などの形成が始まっており、能登の政治勢力の中枢が地溝帯中部域に集中化しつつあった。邑知沖積地の中央部で農業生産力の最も高い地域であり、外浦・内浦の海運拠点とも等距離の位置に当たる。そして北部能登への接触にも便利な二宮川流域から西湾岸へのコースを掌握する地域でもあった。
ソウ山1号墳の被葬者はおそらく能登の政治勢力の一翼を担うものであり、その出自として挙げられるのは大槻11号墳・国分尼塚1号墳・小田中亀塚古墳・雨の宮1号墳の被葬者の近親者もしくはこれを祖とする一族の長と考えられる。
川田ソウ山1号墳築造後、約1世紀の空白期間を経て後期群集墳の形成が始まる。少なくとも川田ソウ山支群・川田七ノ宮支群・川田向山A～D支群では5世紀第3四半期から6世紀後半まで途切れることなく築造されている。これらの支群では埋葬施設に石材を使用した形跡はみられない。能登の小規模墳に横穴式石室が普及するのは6世紀第4四半期からであり、これらの支群は横穴式石室が一般化する以前の群集墳ということができ、6世紀後半のうちに消長するものといえる。

## 古墳公園とりや
ソウ山支群の北西裾、大池西隣に開園。主な内容は下記。
- ふれあい公園26,900平方メートル
- 水辺公園28,700平方メートル
- 遊具広場
- 休憩棟 1棟
- 展望台 1棟
- ボート乗り場
- バーベキュー施設
- 駐車場

## 調査と整備小史
- 1976年4月：石川考古学研究会会員により川田向山支群の古墳群が発見される[3]
- 1976年5月：石川考古学研究会会員により川田ソウ山1号墳および七ノ宮支群の古墳群が発見される[3]
- 1976年7月：石川考古学研究会と金沢大学考古学研究会により川田ソウ山1号墳の墳丘測量が実施される[3]
- 1988年：工場敷地造成工事に係り白馬ナブラ山1号墳が七尾市教育委員会により発掘調査される[10]
- 1994年：鳥屋町町内の古墳群が町指定史跡となる
- 1995～1996年：鳥屋町教育委員会により史跡指定公園整備をめざし分布調査・小規模試掘を実施[5]
- 1995年：マイアミ大学地球物理学応用考古学探査研究所によりソウ山1号墳の地中レーダー探査を実施[13]
- 1997年：七ノ宮74号墳のトレンチ調査[5]
- 1998年：七ノ宮30～32号墳のトレンチ調査[5]
- 1999～2000年：川田ソウ山1号墳および周囲の古墳のトレンチ調査[5]

## 位置情報
- 川田ソウ山支群: 北緯37度00分44秒 東経136度54分52秒 / 北緯37.01222度 東経136.91444度
- 川田七ノ宮支群: 北緯37度00分53秒 東経136度54分49秒 / 北緯37.01472度 東経136.91361度
- 川田向山A支群: 北緯37度00分39秒 東経136度54分54秒 / 北緯37.01083度 東経136.91500度
- 川田向山B支群: 北緯37度00分40秒 東経136度54分59秒 / 北緯37.01111度 東経136.91639度
- 川田向山C支群: 北緯37度00分45秒 東経136度55分05秒 / 北緯37.01250度 東経136.91806度
- 川田向山D支群: 北緯37度00分49秒 東経136度55分07秒 / 北緯37.01361度 東経136.91861度
- 川田向山E支群: 北緯37度00分46秒 東経136度55分15秒 / 北緯37.01278度 東経136.92083度
- 川田向山F支群: 北緯37度00分54秒 東経136度55分18秒 / 北緯37.01500度 東経136.92167度
- 川田向山G支群: 北緯37度01分00秒 東経136度55分27秒 / 北緯37.01667度 東経136.92417度
- 古墳公園とりや: 北緯37度00分47秒 東経136度54分49秒 / 北緯37.01306度 東経136.91361度

## 交通アクセス
- 古墳公園とりやまでJR西日本七尾線 徳田駅から徒歩24分